# Ottnang am Hausruck
Ottnang am Hausruck is een gemeente in de Oostenrijkse deelstaat Opper-Oostenrijk, gelegen in het district Vöcklabruck. De gemeente heeft ongeveer 3700 inwoners.

## Geografie
Ottnang am Hausruck heeft een oppervlakte van 30 km². De gemeente ligt in het zuidwesten van de deelstaat Opper-Oostenrijk. Het ligt ten noordoosten van de deelstaat Salzburg en ten zuiden van de grens met Duitsland.
- Gemeinsame Normdatei: 4609388-6
- Virtual International Authority File: 236563223
- WorldCat: E39PBJgXdBJ3DgwQFQxtCyhCQq